# Technoparc Montréal
 (février 2024).
La mise en forme du texte ne suit pas les recommandations de Wikipédia : il faut le « wikifier ».
Les points d'amélioration suivants sont les cas les plus fréquents. Le détail des points à revoir est peut-être précisé sur la page de discussion.
- Les titres sont pré-formatés par le logiciel. Ils ne sont ni en capitales, ni en gras.
- Le texte ne doit pas être écrit en capitales (les noms de famille non plus), ni en gras, ni en italique, ni en « petit »…
- Le gras n'est utilisé que pour surligner le titre de l'article dans l'introduction, une seule fois.
- L'italique est rarement utilisé : mots en langue étrangère, titres d'œuvres, noms de bateaux, etc.
- Les citations ne sont pas en italique mais en corps de texte normal. Elles sont entourées par des guillemets français : « et ».
- Les listes à puces sont à éviter, des paragraphes rédigés étant largement préférés. Les tableaux sont à réserver à la présentation de données structurées (résultats, etc.).
- Les appels de note de bas de page (petits chiffres en exposant, introduits par l'outil «  Source ») sont à placer entre la fin de phrase et le point final[comme ça].
- Les liens internes (vers d'autres articles de Wikipédia) sont à choisir avec parcimonie. Créez des liens vers des articles approfondissant le sujet. Les termes génériques sans rapport avec le sujet sont à éviter, ainsi que les répétitions de liens vers un même terme.
- Les liens externes sont à placer uniquement dans une section « Liens externes », à la fin de l'article. Ces liens sont à choisir avec parcimonie suivant les règles définies. Si un lien sert de source à l'article, son insertion dans le texte est à faire par les notes de bas de page.
- La présentation des références doit suivre les conventions bibliographiques. Il est recommandé d'utiliser les modèles {{Ouvrage}}, {{Chapitre}}, {{Article}}, {{Lien web}} et/ou {{Bibliographie}}. Le mode d'édition visuel peut mettre en forme automatiquement les références.
- Insérer une infobox (cadre d'informations à droite) n'est pas obligatoire pour parachever la mise en page.

Pour une aide détaillée, merci de consulter Aide:Wikification.
Si vous pensez que ces points ont été résolus, vous pouvez retirer ce bandeau et améliorer la mise en forme d'un autre article.
Le Technoparc Montréal (ou Technoparc Montréal campus Saint-Laurent) est un technopole situé dans l'arrondissement Saint-Laurent à Montréal. L'institut Neomed est situé dans le Technoparc et héberge de nombreuses petites et moyennes entreprises en recherche pharmaceutique.

## Histoire
Le parc a été créé en 1987 sous le nom de Technoparc Saint-Laurent, renommé Technoparc Montréal en 2008. Il comprend le bâtiment Place Innovation, un laboratoire de recherche d'Astra Pharma, l'Institut Neomed et l'Éco-campus Hubert-Reeves. En 2015, Green Cross Biotherapeutics, ABB et 4Degrées ont tous annoncé des projets immobiliers dans le parc. Le REM a débuté les travaux d'infrastructure d'une station de l'Éco-campus Hubert Reeves en 2016. Cette station, qui portera le nom Marie-Curie, ouvrira à l'automne 2024.

## Écologie
Le Technoparc Montréal est intégré à une réserve écologique connue sous le nom de Coulée verte du ruisseau Bertrand. La réserve étant un habitat pour diverses espèces animales indigènes, le développement doit y être soigneusement planifié afin d'éviter des dommages environnementaux. L'Éco-campus Hubert-Reeves est au centre de ces tentatives visant à créer un espace utilisable pour les entreprises de technologies propres, de nanotechnologies et de développement durable en respect de l'environnement.
Des inquiétudes ont été soulevées au début des travaux du REM, car la station qui devait assurer le transport en commun des travailleurs du parc aurait entraîné la destruction d'un site de nidification de héron vert, selon TechnoparcOiseaux.

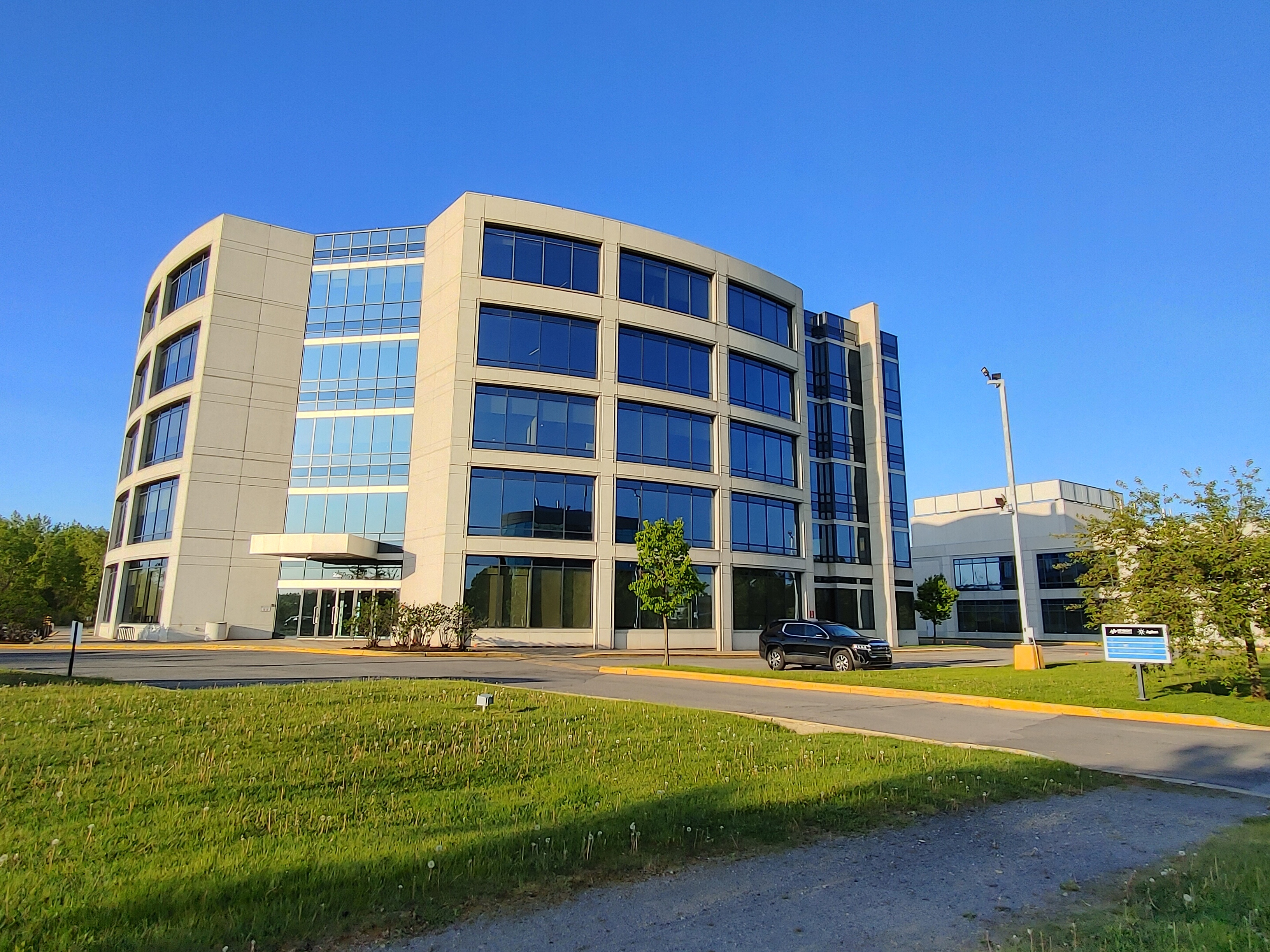
2250 Boul. Alfred-Nobel
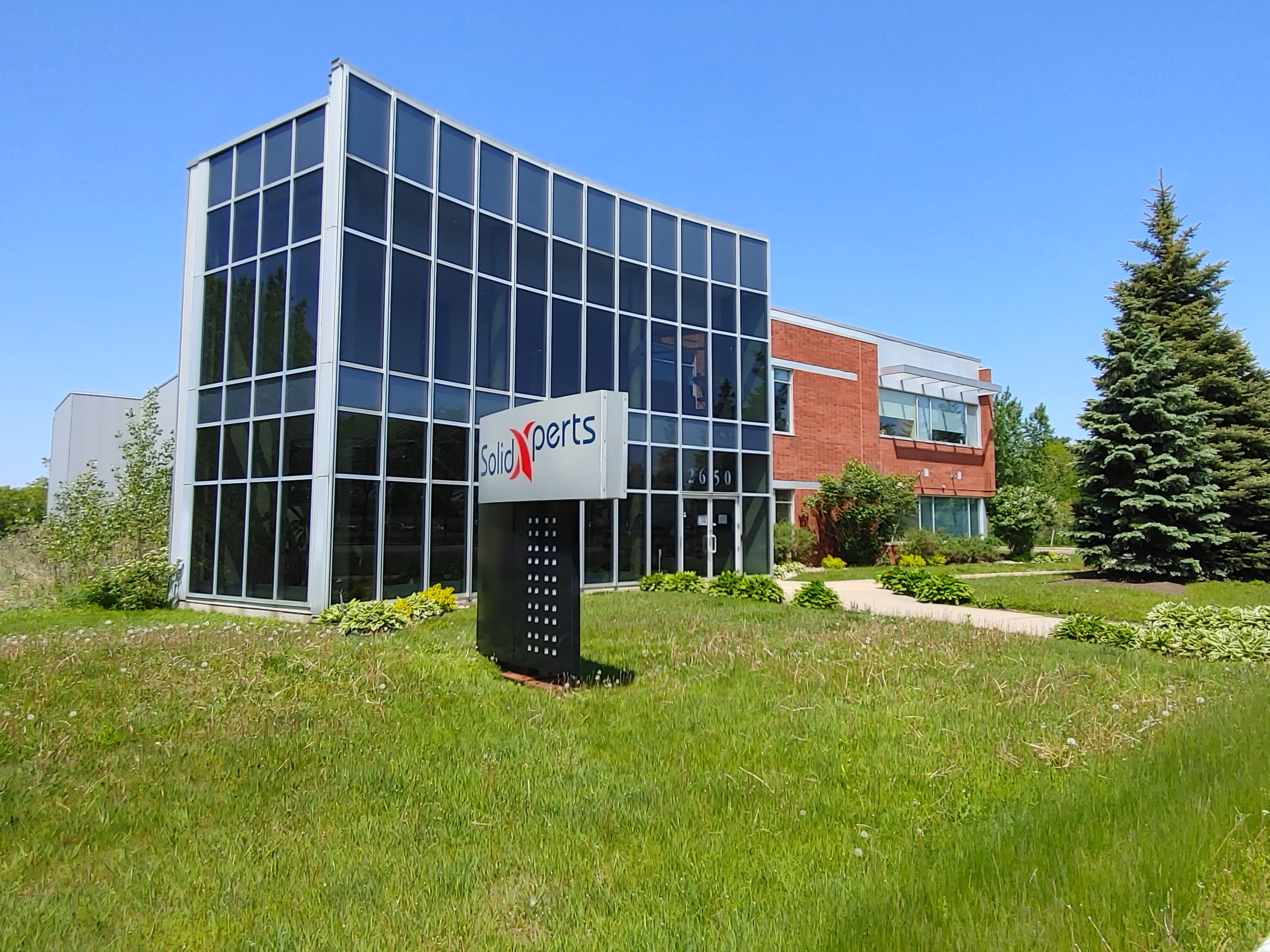
2650 avenue Marie-Curie
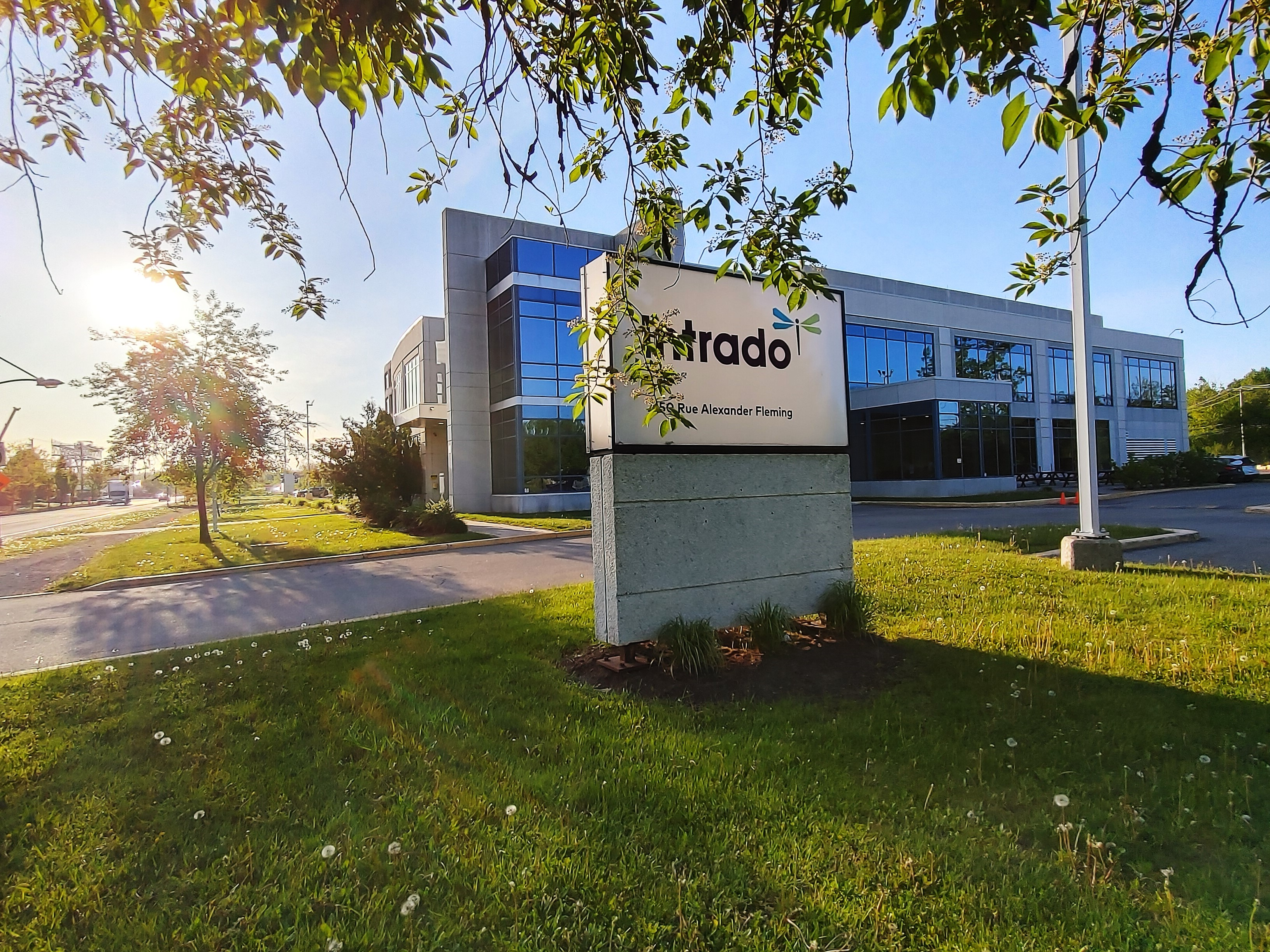
7150 rue Alexander-Fleming
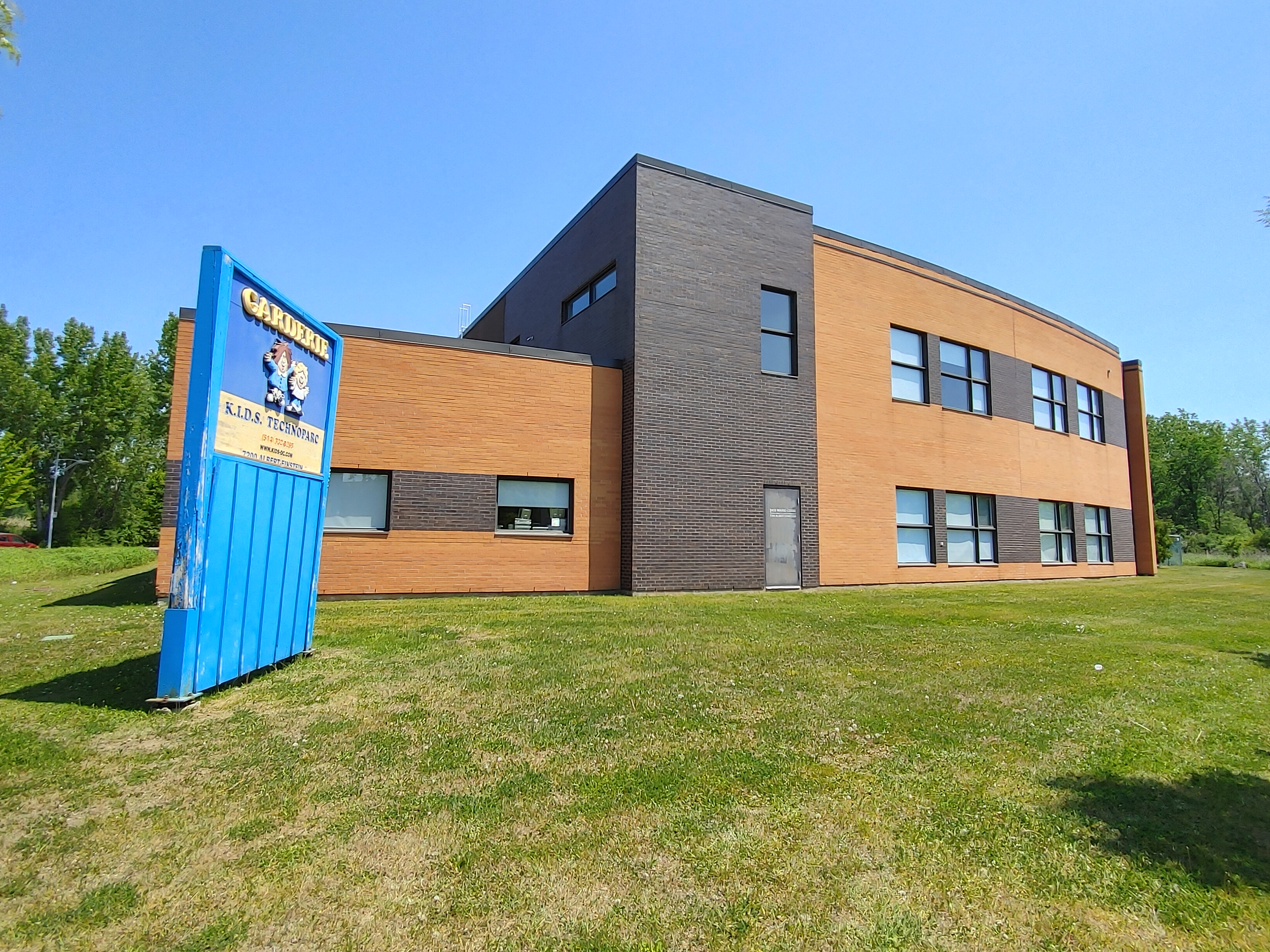
7200 rue Albert-Einstein

## Gouvernance
Technoparc Montréal est un organisme à but non lucratif financé en grande partie par une contribution annuelle de 2,6 millions de dollars de la Ville de Montréal. En tant qu’entreprise financée par des fonds publics, elle est soumise à un contrôle strict de la part du gouvernement. En 2015, des questions ont été soulevées concernant le conseil d'administration et son PDG, après que le vérificateur général de Montréal ait publié un rapport citant le manque de surveillance et les conflits d'intérêts. Cela a conduit la ville à dissoudre l’organisme à but non lucratif qui gérait le parc et à le gérer directement.